# Гайнц Кеметмюллер
Гайнц Кеметмюллер (нім. Heinz Kemethmüller; 26 червня 1914, Нюрнберг — 20 лютого 1984, Бонн) — військовослужбовець люфтваффе, фельдфебель. Кавалер Лицарського хреста Залізного хреста.

## Нагороди
- Залізний хрест 2-го і 1-го класу
- Почесний Кубок Люфтваффе (31 серпня 1942) — як фельдфебель і пілот 3-ї винищувальної ескадри «Удет».
- Лицарський хрест Залізного хреста (2 жовтня 1942) — як фельдфебель і пілот 3-ї винищувальної ескадри «Удет».
- Німецький хрест в золоті (3 жовтня 1942) — як фельдфебель і пілот 3-ї винищувальної ескадри «Удет».